# European Marketing Distribution
Pour les articles homonymes, voir EMD.
European Marketing Distribution (EMD) est une centrale d'achat européenne. Elle a été créée en 1989. Il possède 15 membres répartis dans 16 pays et qui possèdent 150 000 points de vente. Ces membres sont :
- Markant (Allemagne, Autriche, République tchèque et Slovaquie) ;
- Groupe Casino (Casino, Monoprix et Leader Price via leur centrale d'achat EMC Distribution) (France);
- SuperGros ;
- Euromadi (Espagne et Portugal) ;
- Tuko Logistics Oy ;
- Musgrave (Royaume-Uni et Irlande) ;
- ESD Italia ;
- Unil ;
- Superunie ;
- Axfood ;
- Mercator.